# Lamme Heine
Lamme Heine, död 1630, var en dansk klok gumma. Hon är känd som en av de åtalade i kung Kristian IV av Danmarks häxprocess mot sin son Kristians älskarinna Anne Lykke.
Lamme Heine kom från Odense. Hon var verksam som professionell naturläkare, klok gumma, som sålde påstått magiska tjänster mot pengar. Hon anlitades år 1626 av kronprinsens älskarinna Anne Lykke. Lykke befann sig vid samma tidpunkt i konflikt med kungen, som ville bryta förhållandet mellan sin son och Lykke. Anne Lykke anlitade Lamme Heine för att utföra trollkonster som skulle resultera i att kungen avled och kronprinsens kärlek till Lykke skulle stärkas. 
I juni 1627 fick kungen reda på saken och lät gripa Anne Lykke och fängsla henne på Kronborg. Han tillsatte en utredning ledd av biskop Hans Poulsen Resen för att utreda saken. Utredningen bevisade att Lykke och Heine hade bedrivit trollkonster mot kungen. Målet överlämnades därför till domstolarna. Heine, som kallades "trolddjævlen", dömdes skyldig i första instans, men frikändes av landsdomaren på Fyn, varpå kungen lät avsätta landsdomaren. Åtta andra kvinnor brändes dock som häxor vid Kronborgs Grønnehave. 
Riksrådet och änkedrottning Sofia av Mecklenburg vände sig mot kungens önskan att åtala Anne Lykke, som frigavs 1628 sedan hon gått med på att lämna hovet och acceptera husarrest. Därmed föll också målet mot Lamme Heine. Kungen lät dock istället åtala henne för mened. Hon dömdes som skyldig och avrättades genom halshuggning år 1630.